# PSN-5
O PSN-5, também conhecido por Xinnuo 1, Intelsat APR-1, Sinosat 1, Zhongxing 5B (ZX-5B) e Chinasat 5B, foi um satélite de comunicação geoestacionário construído pela Aérospatiale. Ele esteve localizado na posição orbital de 146 graus de longitude leste e foi operado inicialmente pela Sino Satellite Communications Company (Sinosat), posteriormente pela China Satcom e por último pela empresa indonésia Pasifik Satelit Nusantara. O satélite foi baseado na plataforma Spacebus-3000A e sua expectativa de vida útil era de 15 anos.

## História
O satélite era o antigo Sinosat 1, mas após os satélites que eram operados pela Sino Satellite Communications Company (Sinosat) e pela China Orient Telecommunications Satellite Company serem renomeados com a designações Chinasat após suas fusões com a China Satellite Communications Corporation para formar a China DBSAT, então o Sinosat 1 foi renomeado em 2010 para ZX-5B (Chinasat 5B). Em 2012, ele foi vendido para a Pasifik Satelit Nusantara e passou a ser designado de PSN-5 (PSN-V).

## Lançamento
O satélite foi lançado com sucesso ao espaço no dia 18 de julho de 1998, às 09:20 UTC, por meio de um veículo Longa Marcha 3B a partir do Centro Espacial de Xichang, na China. Ele tinha uma massa de lançamento de 2 820 kg.

## Capacidade e cobertura
O PSN-5 era equipado com 24 transponders em banda C e 14 em banda Ku para fornecer transmissão, serviços de business-to-home de transmissão direta de televisão, telecomunicações e redes VSAT para a região Ásia-Pacífico.